# Abarbarée (Tyr)
Pour les articles homonymes, voir Abarbarée.
Dans la mythologie grecque, Abarbarée (en grec ancien : Ἀβαρβαρέη / Abarbaréē) est une naïade de Tyr.

## Étymologie
Le nom Ἀβαρβαρέη / Abarbaréē est rapproché par Wilhelm Heinrich Roscher au terme βόρϐορος / bórboros (« fange », « bourbier »).

## Mythe
D'après Nonnos de Panopolis, dans les Dionysiaques, Abarbarée est une naïade de Tyr, en Phénicie,. Elle est l'ancêtre des habitants de la ville, avec sa fille Callirrhoé (Tyr) (de) et une autre naïade Droséra (en), représentant trois sources.

## Analyse
D'après Wolf Wilhelm von Baudissin (de), les trois naïades sont certainement des personnages inventés par Nonnos, comme il le fait souvent lorsqu'il emploie la personnification. Cependant, le nom d'Abarbarée peut être d'origine locale, et correspondre à la source Aïn Habrian au nord de la ville.

### Sources antiques
- Nonnos de Panopolis, Dionysiaques [détail des éditions] [lire en ligne], XL, 363, 542 et 572.